# Huntington Park (Kalifornija)
Huntington Park je grad u američkoj saveznoj državi Kalifornija. Prema popisu stanovništva iz 2010. u njemu je živjelo 58.114 stanovnika.